# Cirrhilabrus walindi
Cirrhilabrus walindi Allen & Randall, 1996 è un pesce d'acqua salata appartenente alla famiglia Labridae.

## Distribuzione e habitat
Proviene dalle barriere coralline dell'oceano Pacifico; viene trovato dalle Isole Salomone e in Nuova Guinea. Di solito nuota tra i 10 e i 65 m di profondità.

## Descrizione
Presenta un corpo compresso lateralmente e non particolarmente allungato, con il profilo della testa appuntita. La lunghezza massima registrata è di 7 cm. 
Sia i maschi adulti che le femmine sono rossi chiari od arancioni con il ventre bianco, gli occhi piuttosto grandi, gialli. Le femmine hanno una piccola macchia nera sul peduncolo caudale. I maschi presentano delle macchie nere sulla pinna dorsale.
Somiglia abbastanza a Cirrhilabrus cenderawasih.

## Riproduzione
La fecondazione è esterna. È oviparo, ma non ci sono cure verso le uova.

## Conservazione
Talvolta viene allevato in acquario; tuttavia non viene frequentemente pescato, quindi viene classificato come "a rischio minimo" (LC) dalla lista rossa IUCN.